# بابلو نيكولاس فيفانكو غوتيريز
بابلو نيكولاس فيفانكو غوتيريز (بالإسبانية: Pablo Nicolás Vivancos Gutiérrez)‏ هو لاعب كرة قدم أرجنتيني في مركز الوسط، ولد في 23 نوفمبر 1989 في نيوكوين في الأرجنتين. لعب مع أولمبيك تشاتيفا وريال مورسيا ونادي أوريويلا ونادي إلدنس.

## وصلات خارجية
- بابلو نيكولاس فيفانكو غوتيريز على موقع قاعدة بيانات كرة القدم.إي يو (الإنجليزية)
- بابلو نيكولاس فيفانكو غوتيريز على موقع Soccerway.com (الإنجليزية)